# 維泰博
維泰博（義大利語：Viterbo）是義大利中部拉齊奧大區維泰博省的一個市镇及其首府。

## 歷史
維泰博最早的記載是肇始於中世紀，當時是由倫巴底人所建立。後來成為了教皇國一部分，曾是多位教皇的居住地。
在近代意大利統一後，由於地近首都羅馬，成為了意大利軍事重鎮。1936年，羅馬維泰博機場啟用，一部分作為意大利空軍基地。

## 著名景點
- 維泰博教皇宮
- 聖老楞佐主教座堂

## 著名人物
- 安杰洛·佩鲁齐：職業足球員。
- 莱昂纳多·博努奇：職業足球員。

## 友好城市
- 美国賓漢頓
- 美国奥尔巴尼
- 巴西圣罗莎-迪维特布
- 義大利古比奥
- 義大利帕尔米
- 義大利诺拉
- 義大利薩薩里
- 義大利坎波巴索
- 美国斯普林菲尔德